# Bistreț
Bistret là một xã thuộc hạt Dolj, România. Dân số thời điểm năm 2002 là 4624 người.